# Cmentarz żydowski w Łopusznie
Cmentarz żydowski – kirkut społeczności żydowskiej niegdyś zamieszkującej Łopuszno. Nie wiadomo dokładnie kiedy powstał, być może nastąpiło to w XVIII wieku. Cmentarz został zniszczony podczas wojny i obecnie brak na nim zachowanych nagrobków. Teren porasta las. Znajduje się w południowo-zachodniej części miejscowości, w przysiółku Ludwików.